# Palaemnema brucei
Palaemnema brucei är en trollsländeart som beskrevs av Philip Powell Calvert 1931. Palaemnema brucei ingår i släktet Palaemnema och familjen Platystictidae. IUCN kategoriserar arten globalt som otillräckligt studerad. Inga underarter finns listade i Catalogue of Life.